# Famille de Chalus
Pour les articles homonymes, voir Chalus.
 (octobre 2024).
Améliorez-le ou discutez des points à vérifier. 
La famille de Chalus est une famille de la noblesse française originaire de la province d'Auvergne dont la filiation remonte au début du Xe siècle éteinte en 1821.
Cette famille a fourni de nombreux chevaliers qui s'élevèrent au rang de banneret, comtes, capitaines, marquis et duchesse. Elle est à l'origine de la fondation de nombreuses autres branches seigneuriales française.

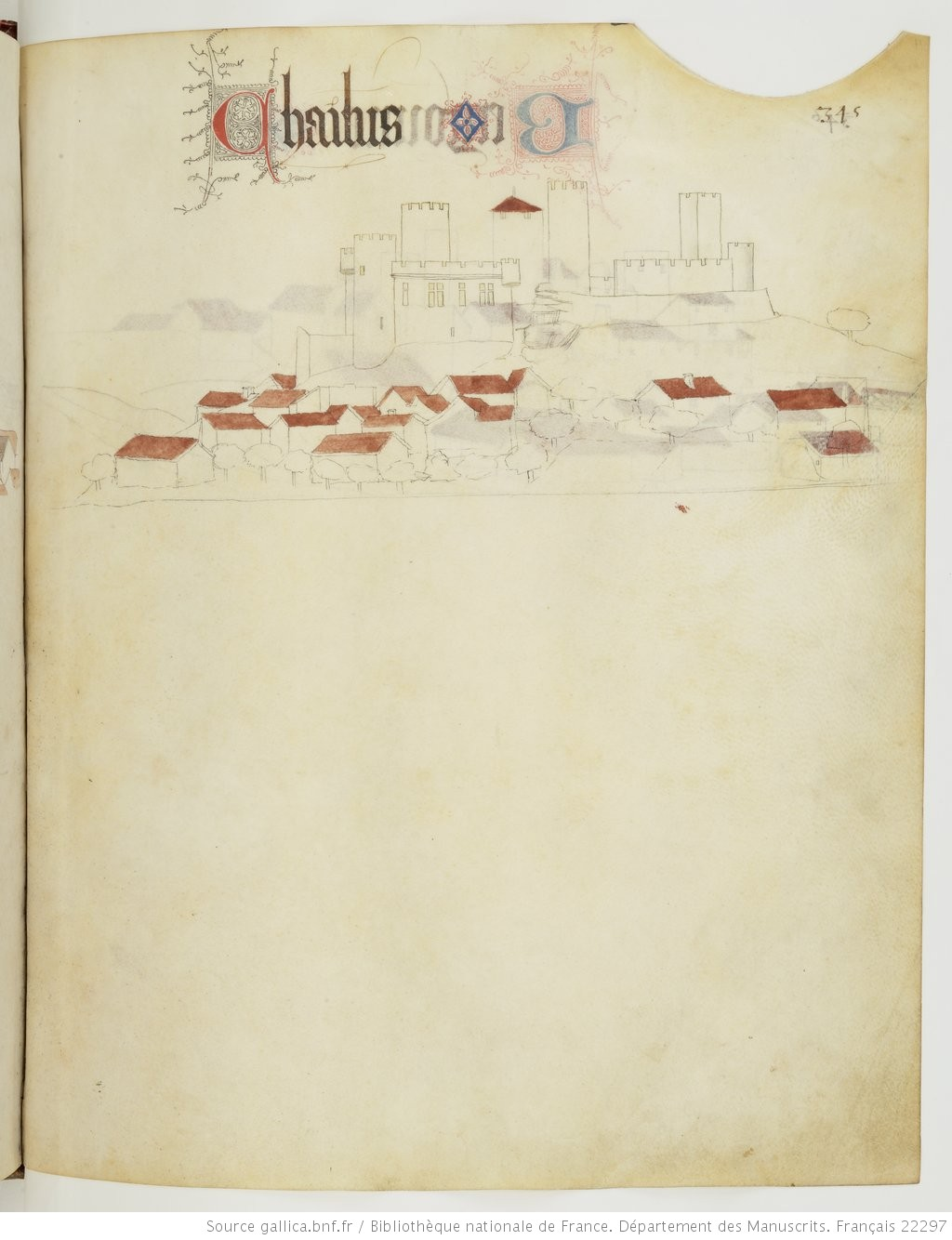
Registre d'armes » ou armorial d'Auvergne, dédié par le héraut Guillaume REVEL au roi Charles VII présent entre les pages de Le Broc et Bergonne.

Son château de Chalus était une puissante place forte d'Auvergne. 

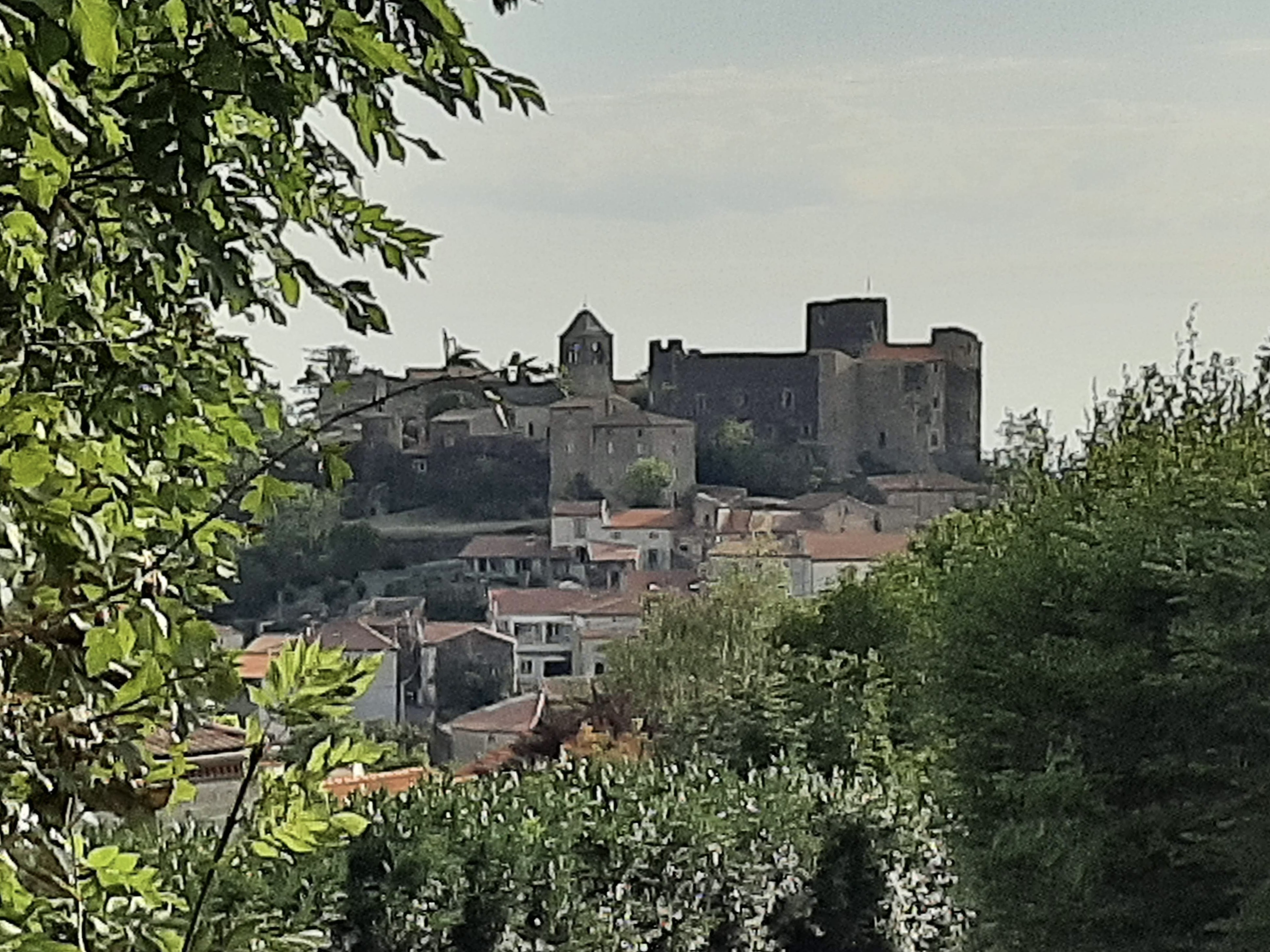
Château de Chalus actuellement (photo du côté opposé de l'estampe). Allez sur ce site pour une comparaison d'images.

Cette famille avait de forts liens avec les Bourbons et était très fortement apparenté avec le comptour d'Auvergne d'Apchon réputé le plus puissant.

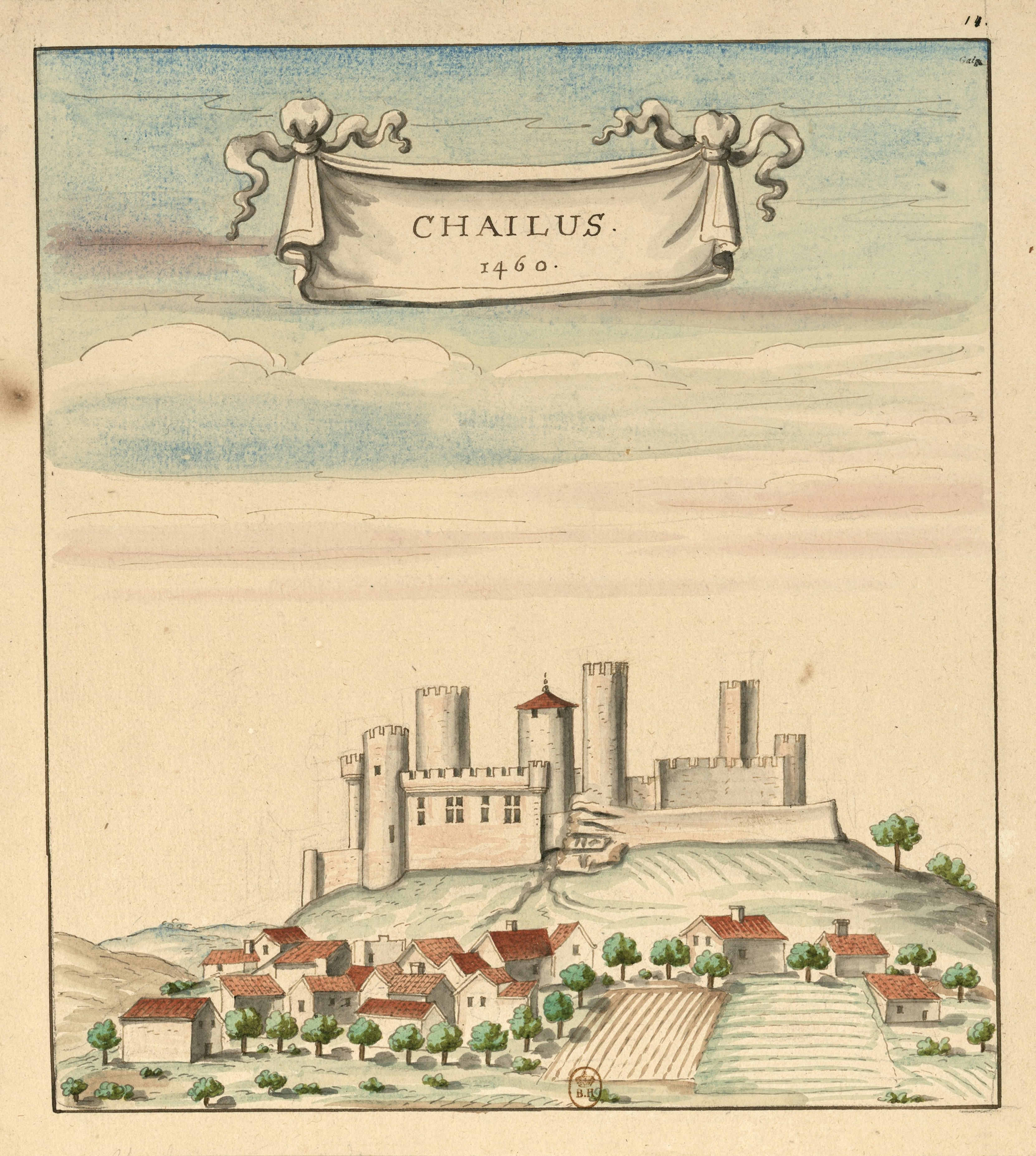
Château de Chalus en 1460. Copie de l'estampe originale du château de Chalus du Lembron et pas de Chalus-Chabrolétude de Patrick Chabrol

Ces membres les plus illustres sont :
- Françoise de Chalus, Duchesse de Narbonne-Lara, Dame de la Bove, Seigneur de Sansac qui fut une maitresse de Louis XV. Mère de :
  - Philippe-Louis-Innocent-Christophe, duc de Narbonne-Lara (1750-1834), grand d'Espagne.
  - Louis Marie de Narbonne-Lara, Général Français, ministre de la Guerre de 1791-1792 à l'Assemblée nationale législative.
- Robert de Chalus, chevalier, homme de confiance des Bourbons, capitaine en Forez en 1388.
- Aymeric de Chalus ou Amaury de Chalus, Cardinal.
- Guillaume VI de Chalus, seigneur d'Apchon-lès-Chalus et Comtour d'Apchon, capitaine général de l'Auvergne, combat Robert Knolles lors de son incursion en Auvergne en 1359.

## Origine de la famille
La famille de Chalus est une ancienne famille de la noblesse d'Auvergne dont la filiation remonte au début du Xe siècle avec Guy de Chalus, fils de Guy Ier conte d'Auvergne vivant en 967 d'après Tardieu Ardoise. Il se maria l'héritière du château. Le nobiliaire d'auvergne ne confirme pas cette filiation mais confirme la noblesse de cette famille en l'an 1179 avec Richard de Chalus.
La famille de Chalus se divisa en plusieurs branches, :
- Chalus d'Entraigues,
- Chalus de Mauriange, Cousans, d'Autreroche, Moteil, Châtelet et autres lieux,
- Chalus les Bussières,
- Chalus de "Prondines et de Viallevelloux" dont une des branches possédait le Comte de Chalus décoré de la croix de Saint Louis le 21 septembre 1814. Seigneurs de Chaslus, Le Puy Saint-Galmier, Cisternes, Tauzelles, Condat, Le Bladeix, Égliseneuve, Tours, Cordès, Orcival, Prondines, Vialleveloux, Mauriat, La Mas de Leget, Saugière, Confolent, Landogne[4].
- la liste n'est sans doute pas exhaustive, personne n'ayant fait de travaux systématique dans ce sens.

## Principales personnalités
- Aymeric de Chalus[7] ou Amaury de Chalus, Cardinal. Son appartenance à la famille de Chalus est discuté avec Châlus dans le Limousin mais comme indiqué dans le nobiliaire d'auvergne c'est très probablement une erreur[Interprétation personnelle ?][7] et avec Châtelus-le-Marcheix[8]. Aymeric de Chalus est bien présent dans le partage des biens de sa famille en 1290[7]. Pas de trace de personne ayant porté le nom "de Chalus" au Château de Châlus-Chabrol qui est homonyme avec le château de Chalus. La source mentionnant le lien avec la famille des seigneurs de Châtelus-le-Marcheix est qualifié comme probable mais pas certain avec plusieurs orthographes Châtelus, Chalus, Chasluz ou Castrolucii[8].
- Robert de Chalus né en 1302[9] à Boudes, chevalier, homme de confiance des Bourbons, propriétaire du Château de Bouthéon, capitaine en Forez en 1388, ce comté étant passé sous le contrôle des ducs de Bourbon à la suite du mariage (1371) de Louis II avec Anne-Dauphine d'Auvergne, héritière du Forez.
- Françoise de Chalus, Seigneur de Sansc, Duchesse de Narbonne, Dame de la BoveFrançoise de Chalus

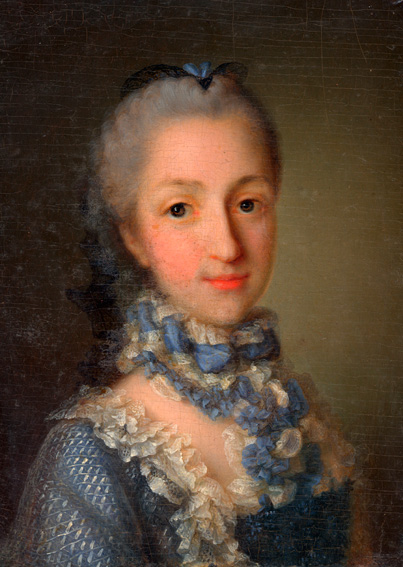
Françoise de Chalus

- Richard de Chalus, Seigneur de Cisterne, vivant en 1179[5]
- Arbert de Chaslus, chevalier, vivant en 1199[5]
- Pierre de Chaslus, chevalier, vivant en 1213[5]
- Robert, en 1220, seigneur de Chalus, se maria avec Alix, fille de Robert comte de Clermont, dauphin d'Auvergne. Il acquit le titre de chevalier banneret[10],[4].
- Hugues de Chaslus, chevalier qui se rendit caution envers Saint Louis en 1229[5]
- Guillaume de Chaslus, chevalier, vivant en 1241, Seigneur de Chalus, de Boude[5] se rendit en otage avec son frère Géraud pour l'exécution des engagements de Philippe, veuve de Guillaume Dauphin, et de Robert de Courcelles, son second mari, envers Robert Dauphin, fils de Guillaume[5].
- Giraud de Chaslus, chevalier, vivant en 1241[5]
- Arbert de Chaslus, chevalier, vivant en 1274[5]
- Pierre de Chaslus, chevalier, vivant en 1303[5]
- Richard de Chaslus, chevalier, vivant en 1328, élue procureur[5]
- Hugues de Chaslus, écuyer et Seigneur de Chalus et de Saint-Exupéry, vivant en 1328 et 1335, élue procureur[5]
- Robert de Chaslus, Seigneur d'Entraigues vivant en 1274[5]
- Robert III de Chalus, compagnon de Philippe le Bon tué à ses cotés lors de la bataille de Poitiers en 1356[11].
- Guillaume VI de Chalus, Seigneur d'Apchon-lès-Chalus et Comtour d'Apchon, capitaine général de l'Auvergne, combat Robert Knolles lors de son incursion en Auvergne en 1359[12].
- Robert de Chaslus, Sire d'Entraigues présent en 1371 au contrat de mariage de Louis, Duc de Bourbon[5]
- Amblard de Chaslus, Seigneur de Montrodès, bailli de Saint-pierre-le-moutier vivant en 1382[5]
- Bertrand de Chalus fils de Léonnet, Seigneur de Chalus et Sansac, maitre d'hôtel de Louis XII puis de la reine Anne de Bretagne, gouverneur d'Ardes et du duché de Mercoeur[5],[4].
- Pierre de Chalus, écuyer, Seigneur de Chalus, d'Apchon et d'Auzat-sous-Chalus, marié par contrat avec Françoise de la Tour, fille de Martin de la Tour d'Auvergne Seigneur d'Alagnat[13], contracta de grandes dettes qu'il ne put honorer perdit les seigneuries de Chalus, Apchon, et le domaine d'Auzat-sous-Chalus par ordre royal de Louis XIV. Seule la seigneurie de Sansac resta dans la famille Chalus.
- Pierre de Chalus, Seigneur d'Apchon, mort en 1683 et François de Chalus, Seigneur de Sansac, ont servi en tant que volontaires sous le maréchal de la Valette, dans les chevaux-légers du duc de Saint-Aignan en 1635, 1636 et 1637 et sous le maréchal de Chaitillon en Flandres dans la compagnie de Chabagnac[14].
- Gilbert de Chaslus, marquis de Saint-Priest vivant aux environs des 1650[5]
- Charles de Chalus, Seigneur de Cousans, d'Auteroche et de monteil-Boutifare vivant en 1666[5]
- Gabriel comte de Chalus, Seigneur de Senssat père du comte Francois Aimable ne en 1731, page du Duc d'Orleans en 1744 et de Françoise de Chalus[4]
- François de Chaslus, Seigneur de Cousans, d'Auteroche, du Châtelet, la Gorge, le Real et de Monteil-Boutifarevivant[5]

## Origine de la seigneurie
Une motte castrale (ou forteresse) avec enceinte est attestée au début du Xe siècle à l'emplacement du château de Chalus. Les fortifications actuelles ont été érigées après le XIe siècle.
La seigneurie, le château de Chalus, les dépendances de Sansac au sud, d'Auzat au nord furent possédés par la Maison de Chalus.
Il y avait deux châteaux : le château des Chalus et le château de la châtellenie d'Apchon (ou Achon) qui avait ses propres terres et appartenait à plusieurs familles apparentés à celle de Chalus.
Guy de Chalus a épousé l'héritière du château de Chalus-Lembron.
Au XIe et XIIe siècles, Chalus appartenait à un Comptour. Le premier démembrement du Comptoirat de Nonette fut le Comptoirat de Gignat qui avait pour capitale militaire la seigneurie de Chalus qui fut morcelé.
Comme toutes les villes gallo-romaines et carolingienne, Gignat était dans la vallée. Après les invasions normandes du Xe siècle, les magnats d'Auvergne commencèrent à résider en hauteur à la pointe des rochers.
Chalus fut à l'origine une tour de refuge où vivre en sécurité et qui était mieux à même de surveiller les approches de l'ennemi. Gignat était le chef-lieu du territoire et Chalus une de ces dépendances.
Armand de Nonette était le seigneur Gignat et eut comme fils Armand de Gignat "Artmannus miles de Ginnaco" ou Armand de Chalus "Artmannus de Caslus" qui devint Seigneur de Chalus d'après les capitulaires de Sauxillanges.
Chalus prit de l'importance mais les seigneurs de Gignat et de Chalus restèrent très mêlés.
Gignat subit les violences d'Armand de Nonette et en son temps de Maurice I, fils d'Hugues IV d'Usson, qui envahit Gignat, y tua un moine et incendia une partie des maisons.
Le comtoirat de Gignat aurait aussi subi, dans le dernier tiers du XIe siècle une révolution et des amoindrissements au profit des Seigneurs de Chalus.
En 1262, en récompense de leurs services, peut-être à cause de leur lien de famille, le Dauphin céda aux Seigneurs de Chalus les terres et la seigneurie de Boudes. Chalus et Boudes formaient deux fiefs jumeaux sous la suzeraineté des Dauphins et la mouvance du roi.
À partir du XIIe siècle, la suzeraineté de Gignat resta aux Chalus. Ils eurent beaucoup d'enfants et fondèrent d'autres Chalus. Ils jouirent du prestige d'une antique et illustre origine.
Il semble que le partage de 1290, à la mort de Géraud de Chalus, soit la raison du partage du château de Chalus. La partie nord resta à Hugues de Chalus tandis que la partie sud passait à un Comtour d'Apchon à l'occasion de son mariage avec Guicharde de Chalus. Ce château sud prit la dénomination d'Apchon-les-Chalus.
Entre 1350 et 1609 le château d’APCHON  repassera sous la tutelle de la famille de Chalus ou redeviendra indépendant à l’occasion de mariages ou héritages. En 1609 les deux châteaux sont définitivement réunis sous la bannière des Chalus.

## Guerres de Religion, guerre de la Ligue ou de la Sainte Ligue[modifier | modifier le code]
Pendant les guerres de Religion et de la Ligue, il y eut une certaine confusion. Claude le Groin, seigneur de Maison Neuve marié à Anne de Chalus fille de François de Chalus Seigneur de Sansac, dit Sieur de Chalus, prit part à plusieurs excès. Il ne s'agissait pas de Chalus-Lembron mais d'un château nommé Chalus au Nord-Est du bourg Combrailles, région de Pontaumur, qui appartenait par le passé aux Chalus de Pradines. Ce château fut d'ailleurs détruit par décision du Parlement à la suite de ces événements.
Le capitaine de Virmont prit, pendant que le peuple était à la messe de minuit, le 24 décembre 1587, veille de Noël, le château de Vodable qui n'était pas gardé par le sieur d'Anglard, capitaine de Vodable.
Le sieur de Chalus conduisit entre 100 et 120 paysans de Villeneuve, Chalus, Mareugheol, Antoingt et divers autres villages qui reprirent le château de Vodable des mains du capitaine de Virmont. Une grande partie de ces troupes ont été prises par surprise car elles dormaient, au chaud, à côté du four, se reposant de leur marche nocturne. Après cette prise, il conduisit sa troupe à la maison de Mallesaigne où les plus nobles s'étaient retirés pour se rafraîchir, nombre d'entre-eux furent tués. Avec des renforts d'Issoire sous la conduite de Montmorin, ils purent vaincre les dernières troupes de Virmont du château.
Il est à noter qu'à cette sombre époque d'autres capitaines usèrent des mêmes tactiques que le capitaine de Virmont et eurent d'autres destins comme le cruel Capitaine Merle qui pilla et violenta Ambert en 1574, Issoire en 1575 et Mende en 1579.
Le sieur de Chalus devint gouverneur d'Issoire qu'il accabla. Il prit la ville de Montmarault en Bourbonnais qu'il ruina et accabla.
Le sieur de Chalus périt, pendant la bataille de Cros-Rolland près d'Issoire avec 60 gentilshommes le 14 mars 1590. Le bilan aurait pu être plus lourd sans le comte de Rastignac et ceux de l'armée royale qui couraient çà et là en criant « Nous sommes tous Français, ne nous tuons plus les uns les autres ! ». Les murs de la ville d'Issoire avait été repris sans résistance par les arquebusiers du roi, une unité d'élite, avant la bataille. Le cardinal de Richelieu désigna les forteresses à abattre : Nonette, Vodable et Usson pour la région d'Issoire.
François de Chalus, seigneur de Chalus, et sa seigneurie ne fut pas inquiété au grand étonnement de certains.

## Postérité de la famille par l'entremise du roi Louis XV?
Françoise de Châlus (1734-1821) dame d'honneur de Madame Adélaïde, fille du roi Louis XV de France, fut une des maîtresses du roi dès 1749. En 1750, elle fut mariée à Jean-François de Narbonne, de 16 ans plus âgé qu'elle. D'après des documents conservés au ministère des armées (datés de 1746), M. de Narbonne était dans l’impossibilité de procréer (ces documents indiquant qu’il eut une partie de la verge emportée par un coup de pistolet lors de combats, et un seul testicule). Il ne fut pas le père biologique de ses deux enfants.
Plusieurs auteurs récents considèrent que Louis-Marie de Narbonne-Lara est un enfant naturel de Louis XV,, (et peut-être aussi son frère aîné le duc de Narbonne-Lara). La mère et le père officiel furent envoyés à Parme où régnait le gendre du roi pour que l'accouchement puisse se dérouler de manière discrète.

### Anecdotes
A Chalus, il est dit qu'elle aurait eu deux enfants illégitimes baptisés à Paris avec Louis XV avec tous les honneurs dus aux rois de France.